# Xã Valley, Quận Hyde, Nam Dakota
Xã Valley (tiếng Anh: Valley Township) là một xã thuộc quận Hyde, tiểu bang Nam Dakota, Hoa Kỳ. Năm 2010, dân số của xã này là 13 người.